# Песнево
Песнево — деревня в Духовщинском районе Смоленской области России. Входит в состав Бабинского сельского поселения. Население — 1 житель (2007 год).
Расположена в северной части области в 10 км к юго-востоку от Духовщины, в 6 км севернее автодороги М1 «Беларусь». В 11 км южнее деревни расположена железнодорожная станция Присельская на линии Москва — Минск.

## История
В годы Великой Отечественной войны деревня была оккупирована гитлеровскими войсками в июле 1941 года, освобождена в сентябре 1943 года.